# Doggy Style (film)
Doggy Style (engelska: Strays) är en amerikansk animerad äventyrskomedi från 2023. Filmen är regisserad av Josh Greenbaum, med manus skrivet av Dan Perrault.
Filmen hade biopremiär i Sverige den 1 september 2023, utgiven av Universal Pictures.

## Handling
Filmen kretsar kring Reggie, en något naiv borderterrier. När Reggie blir övergiven av sin ägare Doug tror Reggie att det är ett misstag. Doug skulle väl aldrig överge sin bästa vän med vilja. Slutligen går det upp för Reggie att han hans husse inte var så vänlig. Fast besluten av att hämnas så samlar Reggie ihop ett hundgäng i syfte att göra livet surt för Doug.

## Rollista (i urval)
- Will Forte – Doug
- Brett Gelman – Willy
- Greta Lee – Brenda

### Röstroller
- Will Ferrell – Reggie
- Jamie Foxx – Bug
- Isla Fisher – Maggie
- Randall Park – Hunter
- Rob Riggle – Rolf
- Sofía Vergara – Deliliah
- Jamie Demetriou – Chester
- Josh Gad – Gus
- Jimmy Tatro – Finn
- Harvey Guillén – Shitstain